# (7359) Messier
(7359) Messier es un asteroide perteneciente al cinturón de asteroides, descubierto el 16 de enero de 1996 por Miloš Tichý desde el Observatorio Kleť, České Budějovice, República Checa.

## Designación y nombre
Designado provisionalmente como 1996 BH. Fue nombrado Messier en honor al astrónomo francés Charles Messier que fue el primer "cazador de cometas". Se encontró más de una docena de cometas y de forma independiente recuperó el cometa Halley en su retorno en el año 1759. Hoy en día, Messier es más conocido por su catálogo de 103 nebulosas, cúmulos estelares y galaxias -una compilación que hizo con el fin de reducir la confusión a los cazadores de cometas.

## Características orbitales
Messier está situado a una distancia media del Sol de 3,099 ua, pudiendo alejarse hasta 3,647 ua y acercarse hasta 2,552 ua. Su excentricidad es 0,176 y la inclinación orbital 3,667 grados. Emplea 1993 días en completar una órbita alrededor del Sol.

## Características físicas
La magnitud absoluta de Messier es 12,8. Tiene 11,991 km de diámetro y su albedo se estima en 0,102.